# روبرت فريمان سميث
روبرت فريمان سميث (بالإنجليزية: Robert Freeman Smith)‏ هو سياسي أمريكي، ولد في 16 يونيو 1931 في بورتلاند في الولايات المتحدة. حزبياً، نشط في الحزب الجمهوري.

## مناصب
- في انتخابات مجلس النواب الأمريكي 1990 [الإنجليزية]‏، انتخب عضو مجلس النواب الأمريكي عن دائرة الدائرة الانتخابية الثانية لأوريغون [الإنجليزية]‏ وقد انضم خلال فترته النيابية [الإنجليزية]‏ (3 يناير 1991 – 3 يناير 1993)  للكتلة البرلمانية الحزب الجمهوري.
- في انتخابات مجلس النواب الأمريكي 1992 [الإنجليزية]‏، انتخب عضو مجلس النواب الأمريكي عن دائرة الدائرة الانتخابية الثانية لأوريغون [الإنجليزية]‏ وقد انضم خلال فترته النيابية [الإنجليزية]‏ (5 يناير 1993 – 3 يناير 1995)  للكتلة البرلمانية الحزب الجمهوري.
- في انتخابات مجلس النواب الأمريكي 1996 [الإنجليزية]‏، انتخب عضو مجلس النواب الأمريكي عن دائرة الدائرة الانتخابية الثانية لأوريغون [الإنجليزية]‏ وقد انضم خلال فترته النيابية [الإنجليزية]‏ (7 يناير 1997 – 3 يناير 1999)  للكتلة البرلمانية الحزب الجمهوري.
- انتخب مندوب [الإنجليزية]‏ ( – 1980).
- انتخب ممثل ‏ (1965 – 1969).
- انتخب عضو مجلس نواب أوريغون (1960 – 1972).
- انتخب عضو مجلس النواب الأمريكي.